# 15 cm sFH 18
150-мм важка польова гаубиця sFH 18 (нім. 15-cm-schwere Feldhaubitze 18) — німецька важка польова гаубиця часів Другої світової війни. Польова гаубиця sFH 18, на прізвисько Immergrün («Вічнозелена»), була основною важкою 150-мм гаубицею німецької дивізії у Другій світовій війні разом із меншою за калібром, але більш численною 10,5 cm leFH 18. Її мобільність і дальність стрільби, а також ефективність 44-кілограмового снаряда зробили гаубицю найпотужнішою зброєю німецьких піхотних дивізій. Всього було виготовлено 6756 екземплярів.

## Зміст
Артилерійська система розроблялася на заміну попередній артилерійській системі часів Першої світової війни, гаубиці 15 см sFH 13, яку команда інженерів Krupp-Rheinmetall визнала абсолютно невідповідною вимогам часу. sFH 18 була удвічі важчим за свою попередницю, мала збільшену початкову швидкість снаряду на 40 %, максимальну дальність стрільби на 4,5 кілометра дальше, а також новий лафет з розділеною станиною, завдяки якій траверс стрільби збільшився в дванадцять разів. Це була перша артилерійська система, спроможна вести вогонь активно-реактивними боєприпасами на збільшені дальності. sFH 18 також використовувалася в самохідній артилерійській установці schwere Panzerhaubitze 18/1 (більш відомої як Hummel).
sFH 18 була однією з трьох основних німецьких артилерійських систем калібру 150 мм, іншими були важка гармата корпусного рівня 15 cm K 18 і короткоствольна піхотна гармата sIG 33.
23 травня 1935 року гаубиця була офіційно прийнята на озброєння і до початку війни Вермахт мав на озброєнні близько 1353 цих гармат. Виробництво тривало протягом усієї війни, досягнувши піку у 2295 екземплярів у 1944 році. У 1944 році виготовлення гаубиці коштувало 40 400 ℛℳ, 9 місяців і 5 500 людино-годин.
У 1942 році в серійне виробництво запустили гаубицю sFH 18М, з дульним гальмом. У 1941 — 42 роках 49 стволів від гаубиці sFH 40 з новим, більш ефективним дульним гальмом, було встановлено на лафети sFH 18. Нова гаубиця отримала назву sFH 18/40, пізніше її перейменували на sFH 42. Частина цієї гаубиці використовувалася в САУ Hummel.
sFH 18 використовувався у важких дивізіонах артилерійських полків і комплектувалася чотирма (пізніше шістьма) гарматами на батарею. Гармата могла переміщатися кінним або моторизованим рушієм. У кінному потягу його перевозили двома вантажами з екіпажами і ствольними возами, запряженими шістьма кіньми. Перед маршем ствол повністю знімали з люльки і перетягували на двоколісний транспортний візок. Лафет також піднімали на транспортний візок зі складеними лонжеронами. Наприкінці Східної кампанії вермахту 1941 року через погану погоду та складні дорожні умови, гаубицю стало дуже важко транспортувати і для виконання цієї місії потрібно було вже упряжки до десяти коней.
У мотопоїзді польову гаубицю везли у вантажі за середнім тягачом 8 т (Sd.Kfz. 7) або важким тягачом 12 т (Sd.Kfz. 8).
Перше бойове застосування 150-мм важкої польової гаубиці sFH 18 відбулося Національно-революційною армією Китаю під час Другої японсько-китайської війни. Китайцям відчайдушно не вистачало артилерійських систем та іншого важкого озброєння, але ті кілька одиниць sFH 18, які китайці мали на той час, безнадійно перевершували японські аналоги, якими були в основному 15-см гаубиці Тип 38 і 15-см гаубиці Тип 4, що змусило японців негайно розпочати розроблення 15-см гаубиці Тип 96. Деякі більш ранні одиниці (близько 24) sFH18 у Китаї були розроблені спеціально зі стволом 32/L, відомим як sFH18 32/L, завдяки чому максимальна дальність стрільби була збільшена до 15 км.

## Варіанти
- 15 cm sFH 18 — стандартна версія
- 15 cm sFH 36 — полегшена версія
- 15 cm sFH 18M — модифікація sFH-18 з дульним гальмом і змінною гильзою ствола
- 15 cm sFH 18/40 — стволи sFH 40 на лафетах sFH 18
- 15 cm sFH 18/43 — варіант sFH 18 для прийому мішкового заряду з ковзним затвором
- 15 cm sFH 18/32L — китайська (Китайська Республіка) версія з довшим стволом і більшою дальністю стрільби 15 км
- 152 mm houfnice vz.18/47 — післявоєнна чеська модифікація з укороченим стволом, розточеним до 152 мм, і дульним гальмом з подвійною перегородкою
- 152 H 88-40 — фінська модернізація з подовженим 152-мм стволом і дульним гальмом

## Оператори
| - Албанія - Білорусь - Індонезія - Іспанія - Італія | - Республіка Китай - КНР - Португалія - СРСР | - Третій Рейх - Фінляндія - Чехословаччина - Югославія - Японська імперія |

## Зброя схожа за ТТХ та часом застосування
- 140-мм гармата BL 5.5-inch
- 152-мм польова гаубиця BL 6-inch Mk XIX
- 152-мм гаубиця BL 6-inch 26 cwt
- 150-мм гаубиця Obice da 149/19 modello 37
- 150-мм важка польова гаубиця sFH 13
- 150-мм важка польова гаубиця sFH 36
- 152-мм гаубиця зразка 1943 року (Д-1)
- 152-мм гаубиця зразка 1938 року (М-10)
- 152-мм гаубиця-гармата зразка 1937 року (МЛ-20)
- 155-мм гармата M1
- 155-мм гаубиця M114
- 150-мм важка гаубиця vz. 25
- 150-мм важка гаубиця Тип 38
- 150-мм важка гаубиця Тип 96